# Belgische Volleyballnationalmannschaft der Männer
Die belgische Volleyballnationalmannschaft der Männer ist eine Auswahl der besten belgischen Spieler, die die Fédération Royale Belge de Volleyball bei internationalen Turnieren und Länderspielen repräsentiert.

## Geschichte

### Weltmeisterschaft
Bei der ersten Volleyball-Weltmeisterschaft 1949 mit zehn Teilnehmern belegte Belgien vor dem Nachbarn Niederlande den vorletzten Platz. 1956 kamen die Belgier nicht über den 17. Rang hinaus und 1962 zogen sie ihre Mannschaft nach der Vorrunde zurück. Nach dem 14. Platz 1966 erreichte Belgien 1970 als Achter sein bestes Ergebnis. Danach ging es über Rang elf abwärts auf Platz 18 im Jahre 1978. Die Qualifikation für eine Weltmeisterschaft schaffte Belgien erst wieder 2014 (17. Platz).

### Olympische Spiele
Das einzige olympische Turnier mit belgischer Beteiligung gab es 1968 in Mexiko. Belgien erreichte den achten Rang.

### Europameisterschaft
Bei der ersten Volleyball-Europameisterschaft belegte Belgien den fünften von sechs Plätzen. Drei Jahre später wurden die Belgier Sechster, danach folgten sechs Turniere mit zweistelligen Platzierungen zwischen 10 und 17. Nach einem verpassten Turnier wurden die Belgier 1979 Elfter und als die EM 1987 im eigenen Land stattfand, erreichten sie als Siebter eines ihrer besten Ergebnisse. Danach mussten sie zwanzig Jahre auf die nächste Teilnahme warten. Bei der EM 2007 wurde Belgien Zehnter.

### World Cup
Der World Cup fand bisher ohne Belgien statt.

### Weltliga
In der Weltliga hat Belgien ebenfalls nicht mitgespielt.

### Europaliga
In der Europaliga belegte Belgien 2007 den letzten von zwölf Plätzen.